# Diatractium
Diatractium — рід грибів. Назва вперше опублікована 1921 року.

## Класифікація
До роду Diatractium відносять 5 видів:
- Diatractium cordiae
- Diatractium cordianum
- Diatractium ichnanthi
- Diatractium ingae
- Diatractium ingae